# Nishi-Shinjuku
Nishi-Shinjuku (西新宿?) è un quartiere commerciale di Shinjuku, Tokyo, Giappone.
Precedentemente chiamata Tsunohazu (角筈?), Nishi-Shinjuku è stata la prima grande area di Tokyo interessata da un massiccio sviluppo urbano con la costruzione a partire dagli anni 1970 di numerosi grattacieli. Il primo a essere completato fu il  Keio Plaza Hotel nel 1971. Nishi-Shinjuku è anche sede del palazzo del governo metropolitano di Tokyo, il quartier generale del Governo metropolitano di Tokyo.
Per il futuro è previsto un ulteriore rammodernamento dell'area nell'ambito del progetto noto come Nishi-Shinjuku 3-Chōme Redevelopment.

## Economia
Livedoor ha il suo quartier generale nel Sumitomo Fudosan Nishishinjuku Building (住友不動産西新宿ビル?, Sumitomo Fudōsan Nishi-Shinjuku Biru). H.I.S. ha il suo quartier generale nella Shinjuku Oak Tower. Gli uffici di Tokyo della Seiko Epson si trovano nell'edificio Shinjuku NS. Gli uffici di Capcom a Tokyo si trovano nel Shinjuku Mitsui Building. La Taisei Corporation ha il suo quartier generale a Nishi-Shinjuku.

## Grattacieli in Nishi-Shinjuku

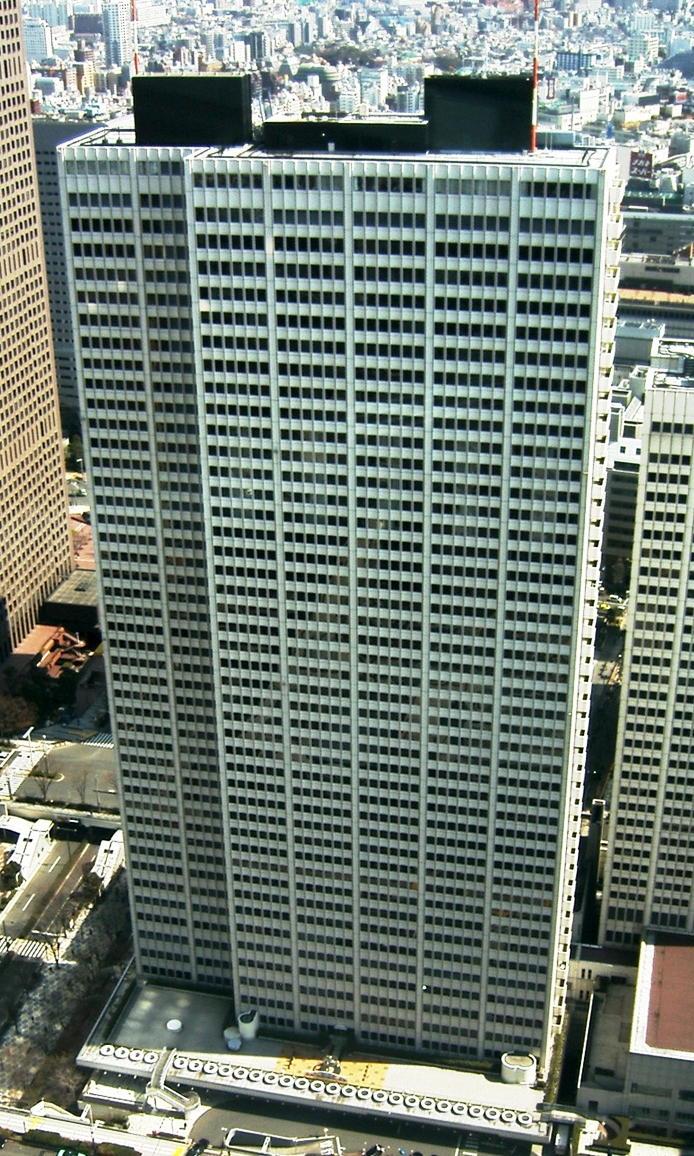
Keio Plaza Hotel (1971)
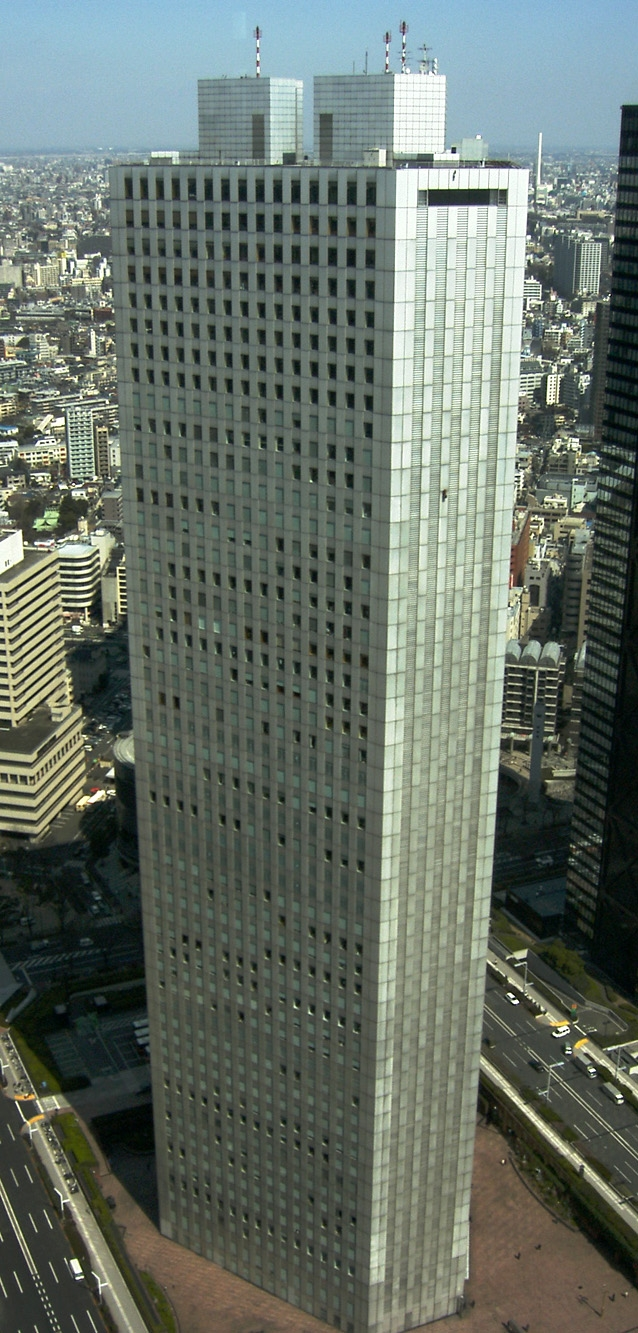
Shinjuku Sumitomo Building (1974)
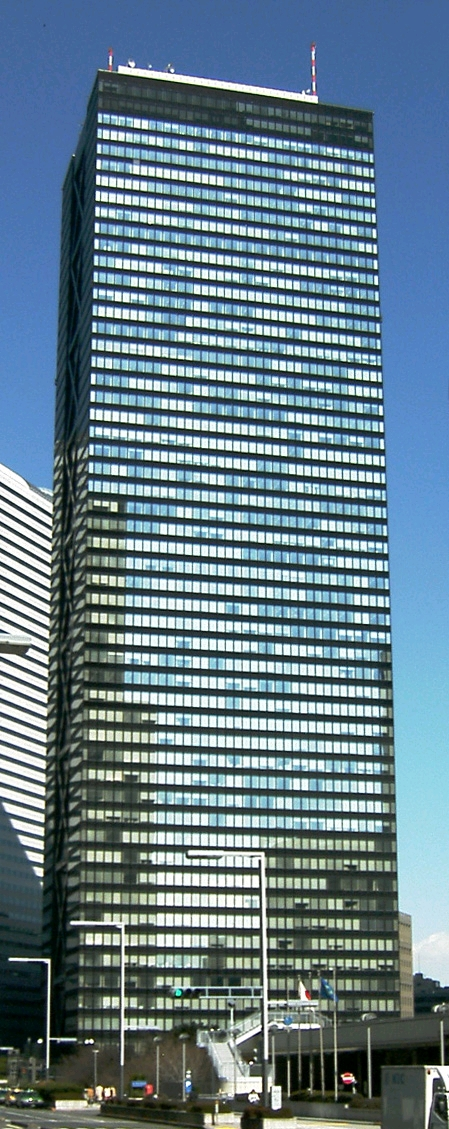
Shinjuku Mitsui Building (1974)
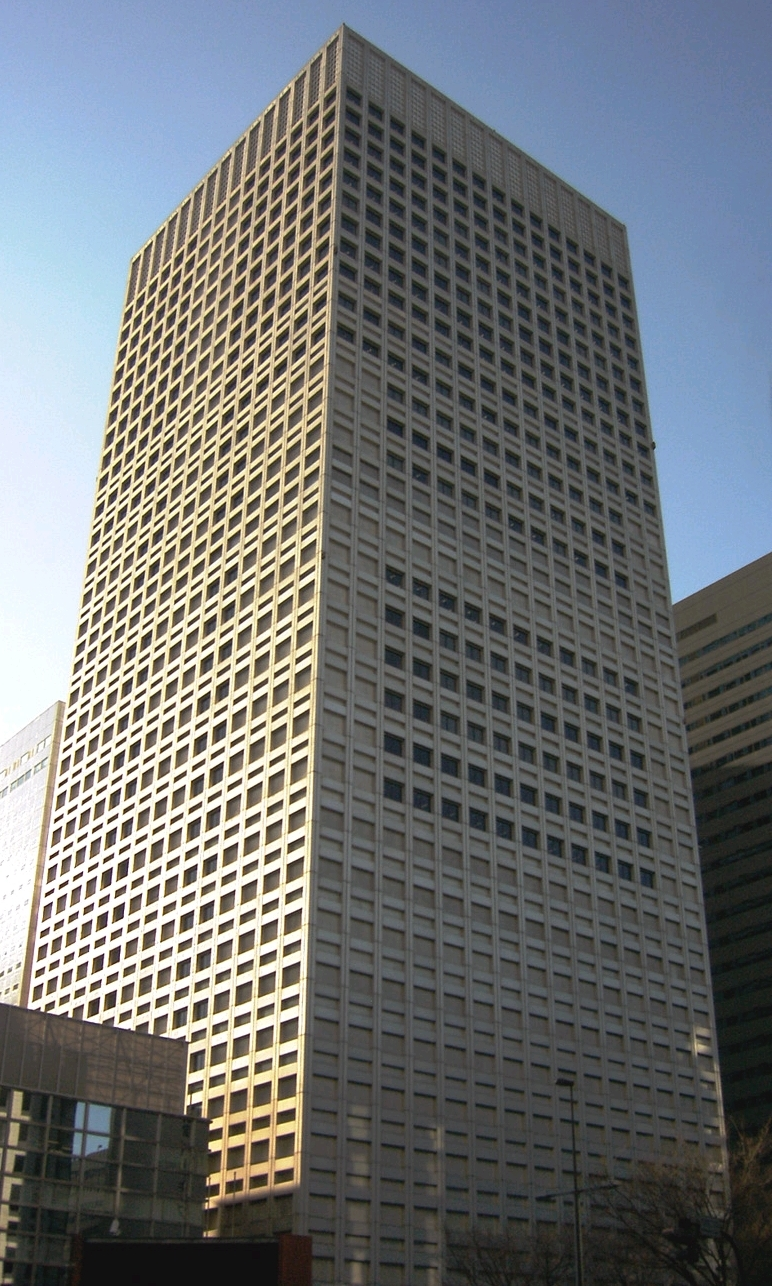
Shinjuku KDDI Building (1974) (ex-KDD Honsha Building)
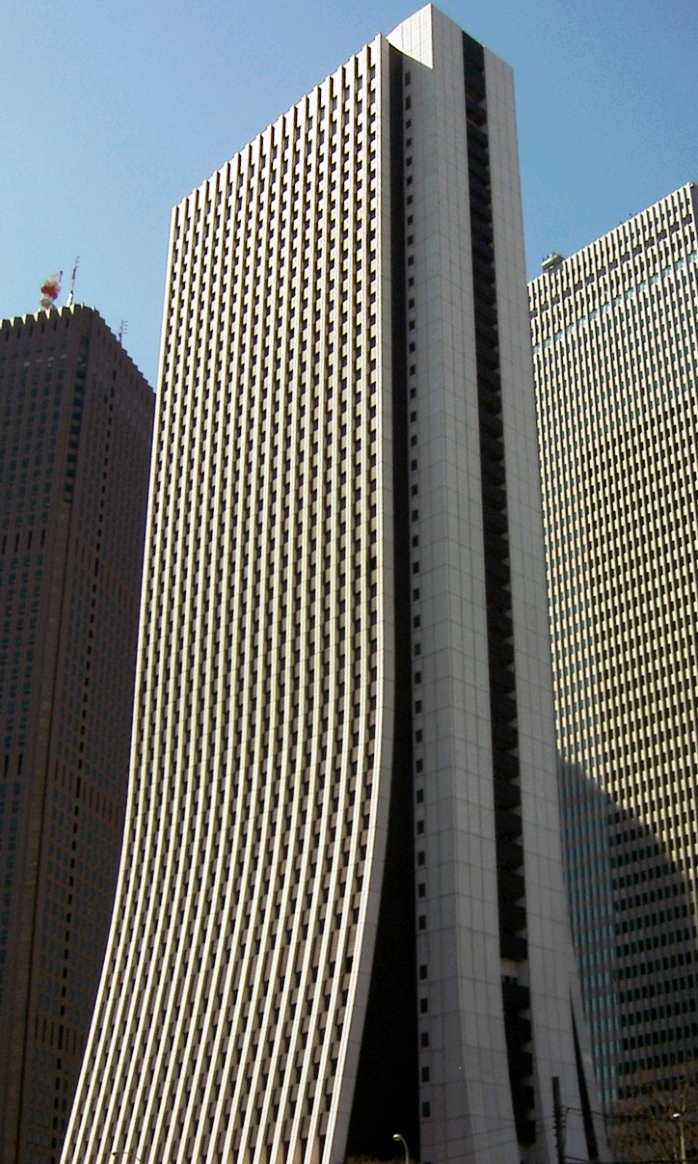
Shinjuku Sompo Japan Building (1976) (ex-Yasuda Kasai Kaijo Building)
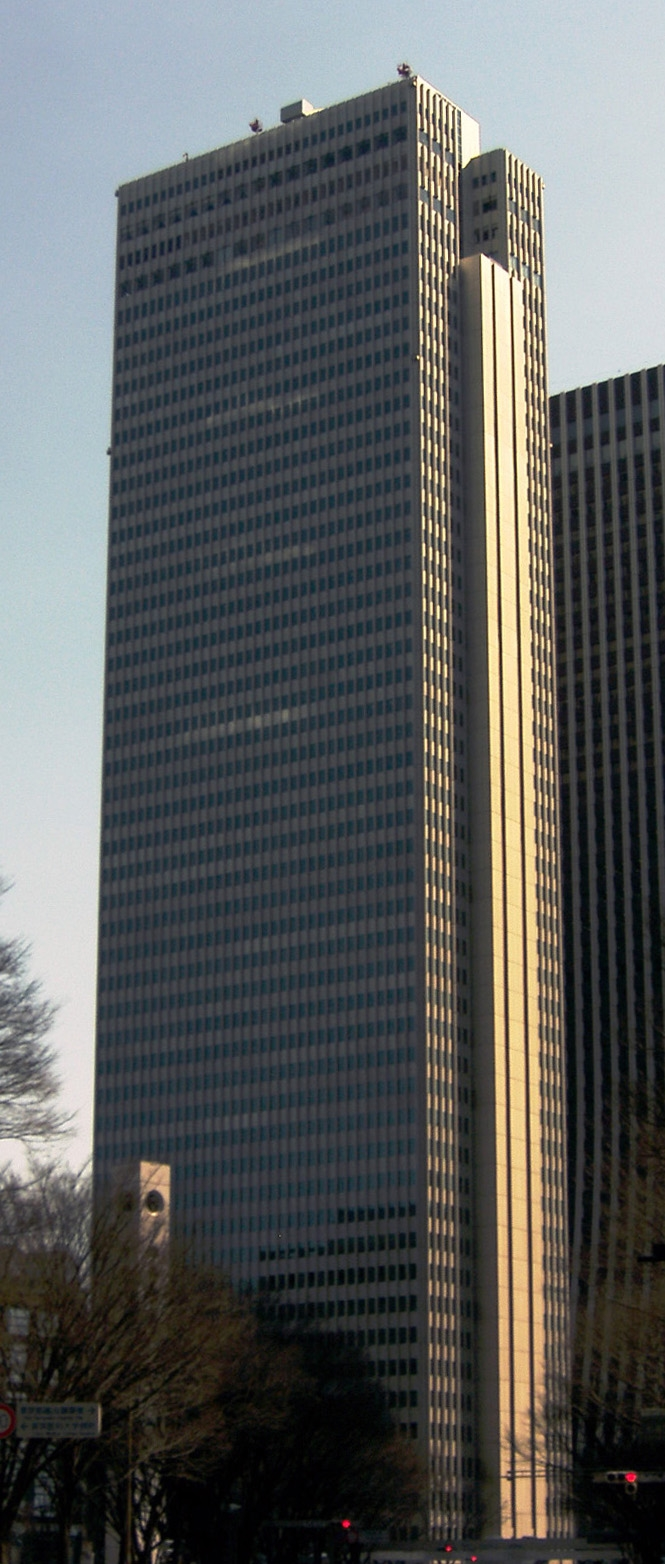
Shinjuku Nomura Building (1978)
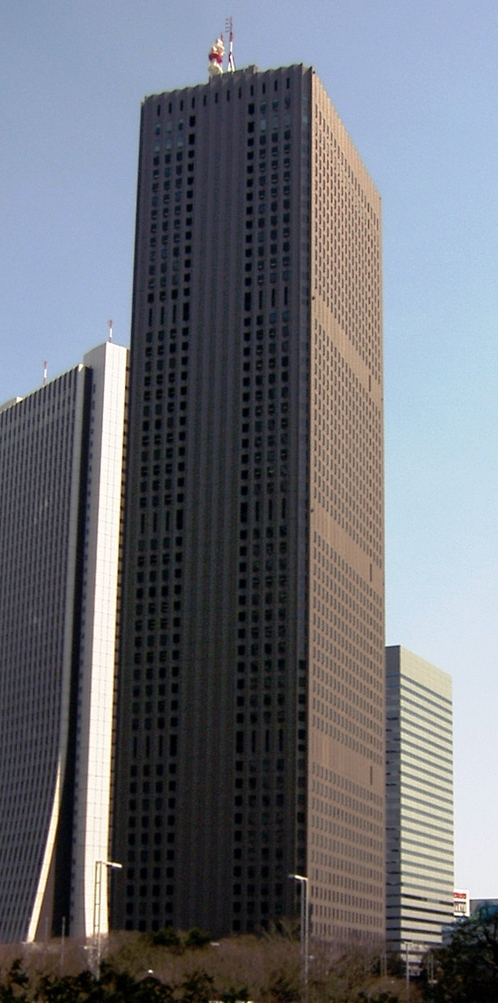
Shinjuku Center Building (1979)

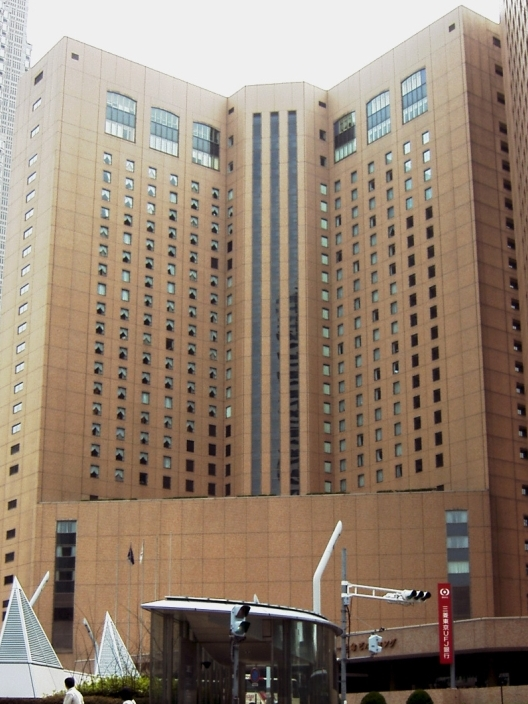
Century Hyatt Tokyo (1980)
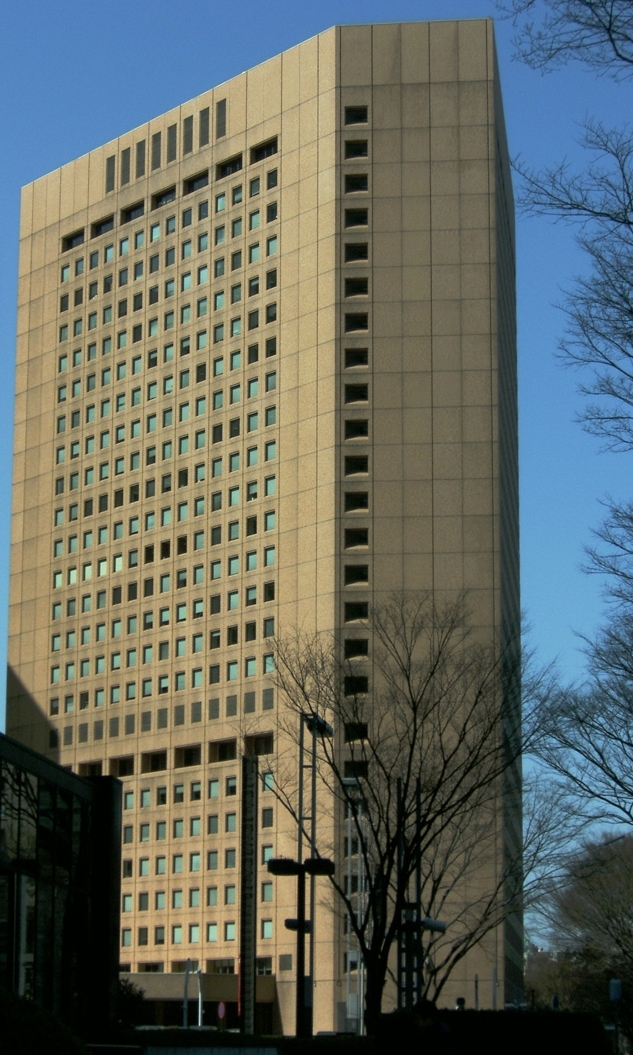
Shinjuku Dai-ichi-seimei Building (1980)
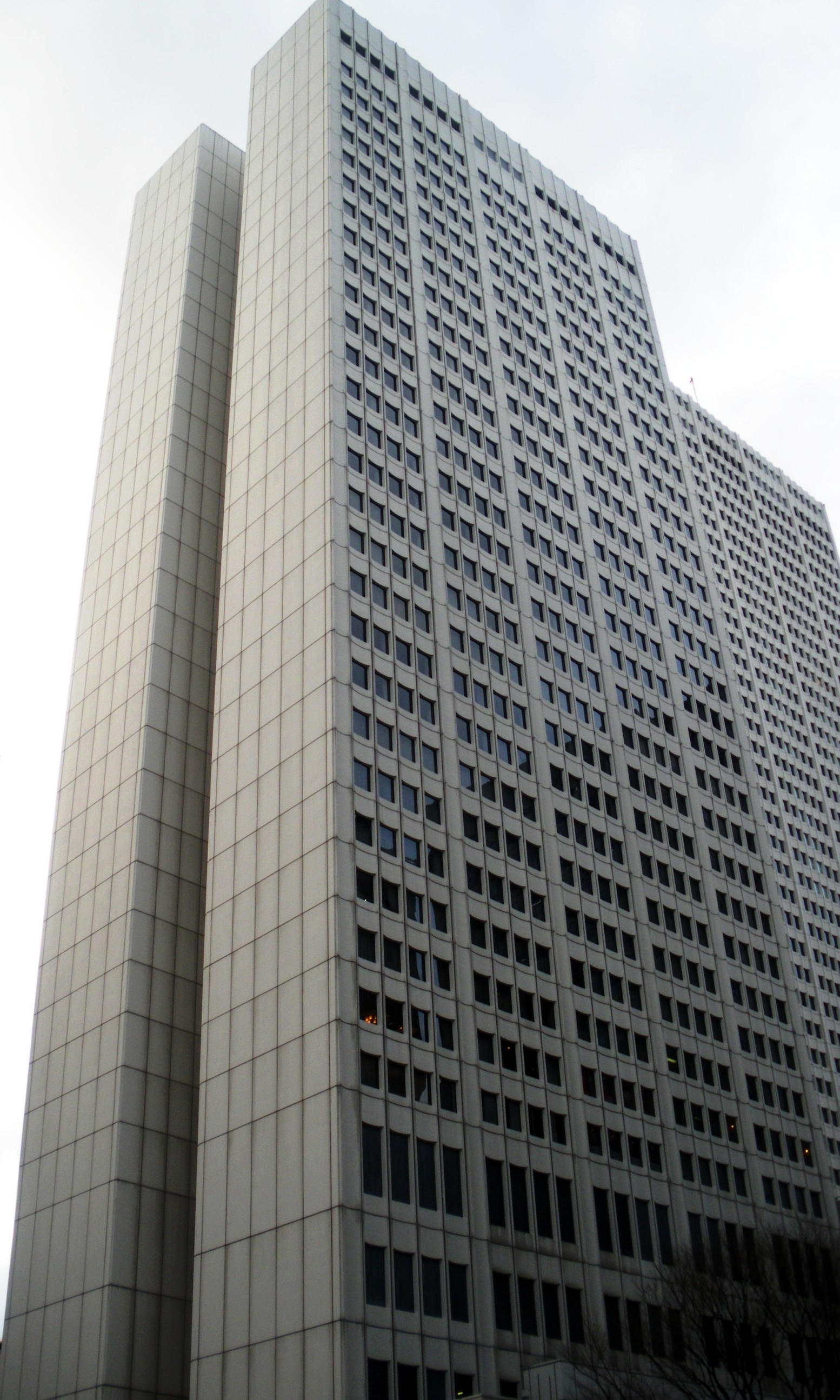
South Tower, Keio Plaza Hotel (1980)
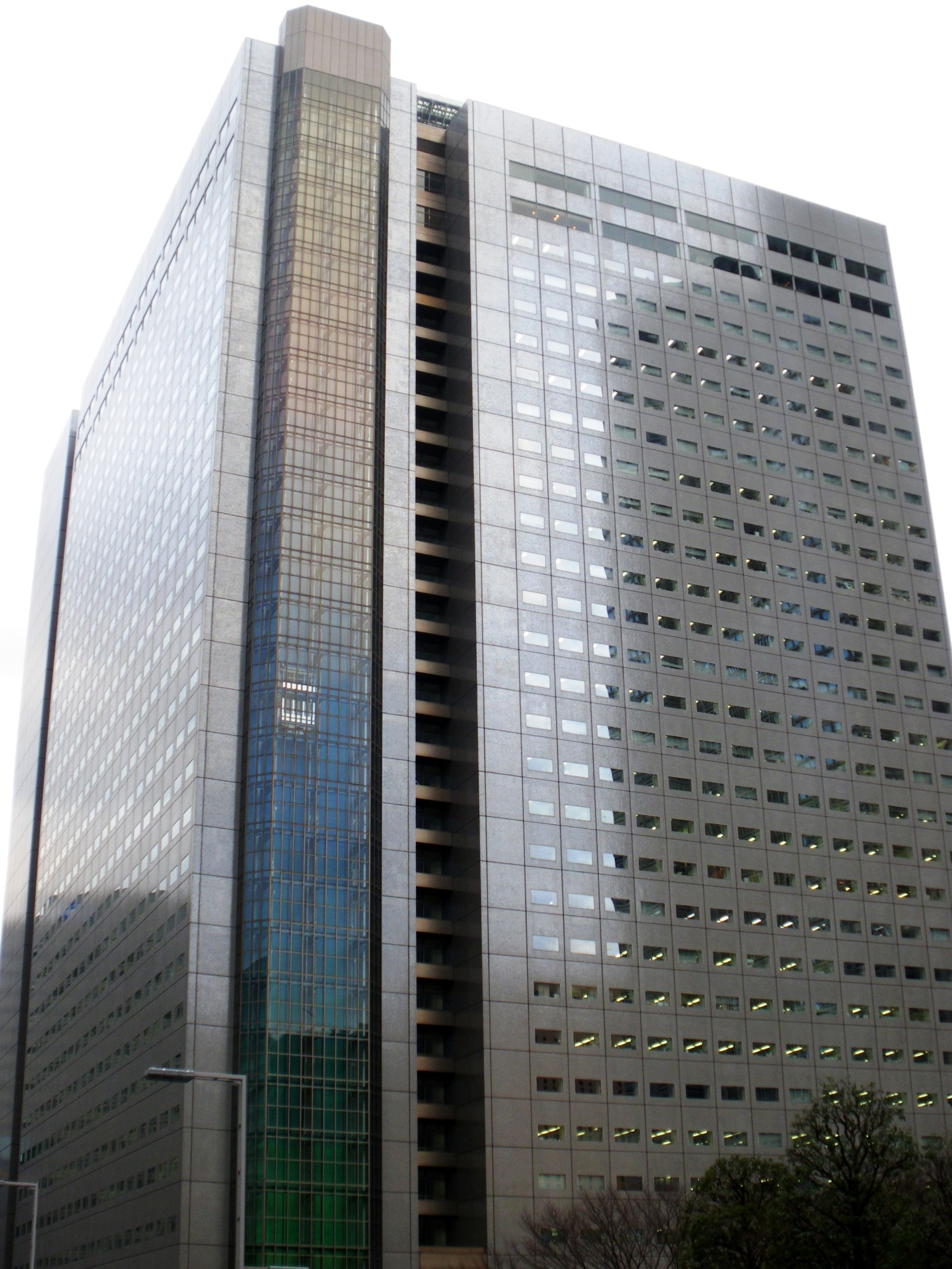
Shinjuku NS Building (1982)
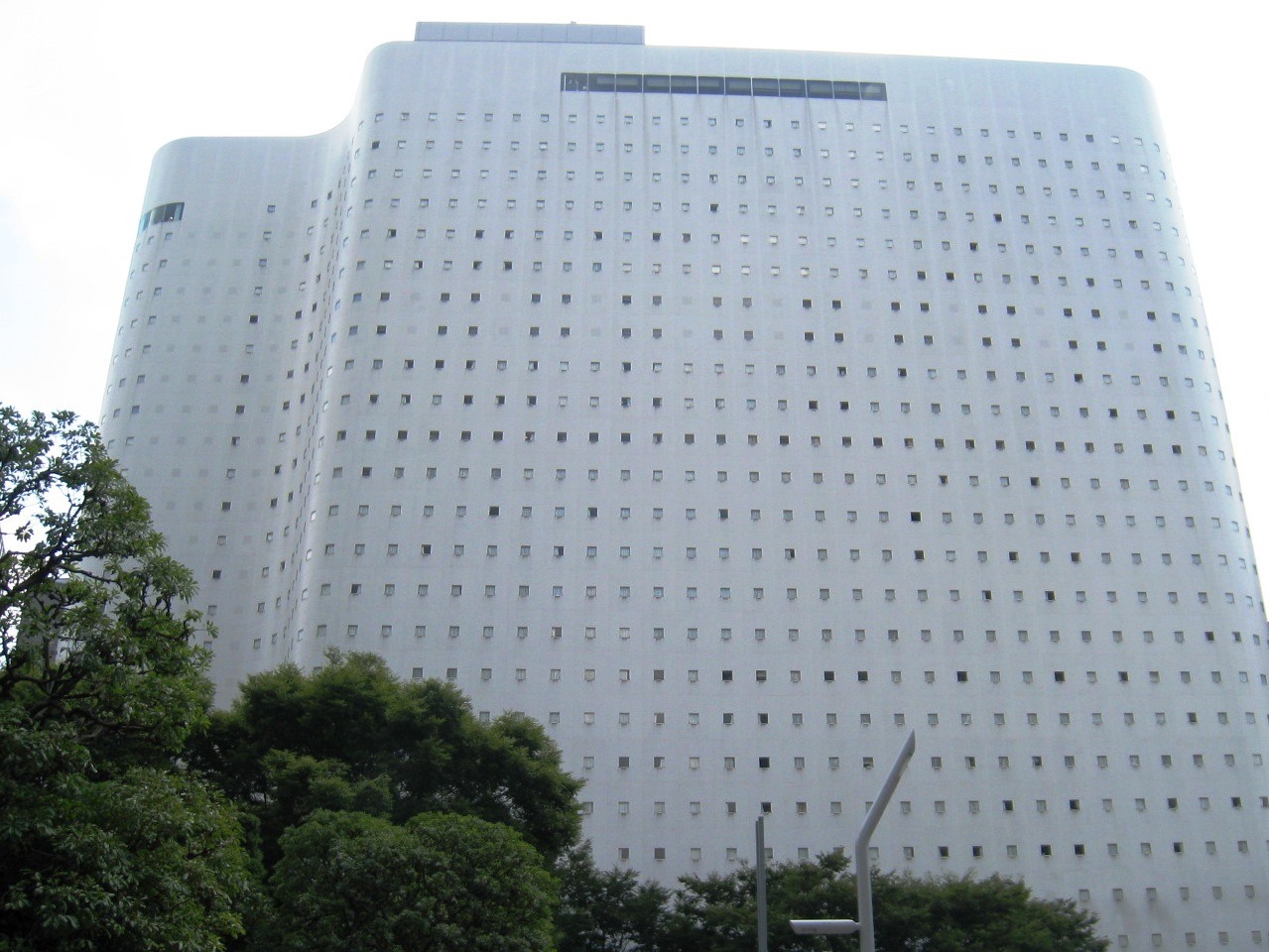
Shinjuku Washington Hotel (1983)
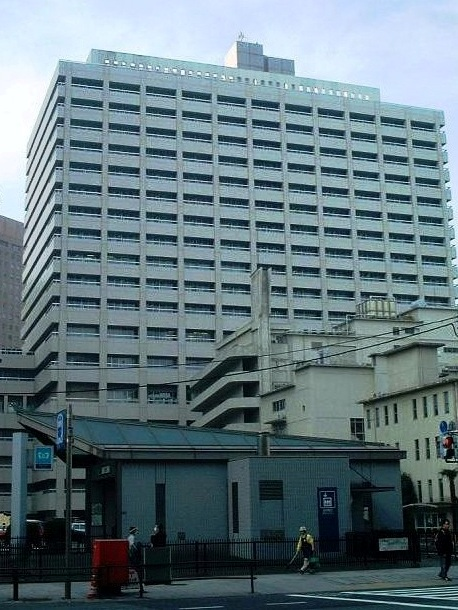
Tokyo Medical University Hospital (1986)
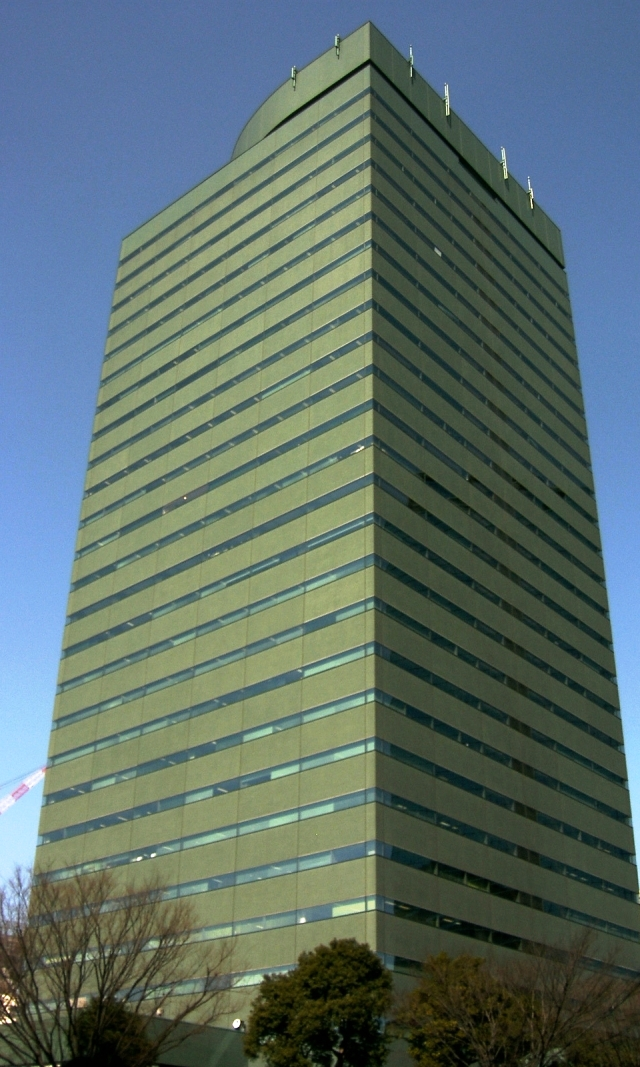
Shinjuku Green Tower (1986)
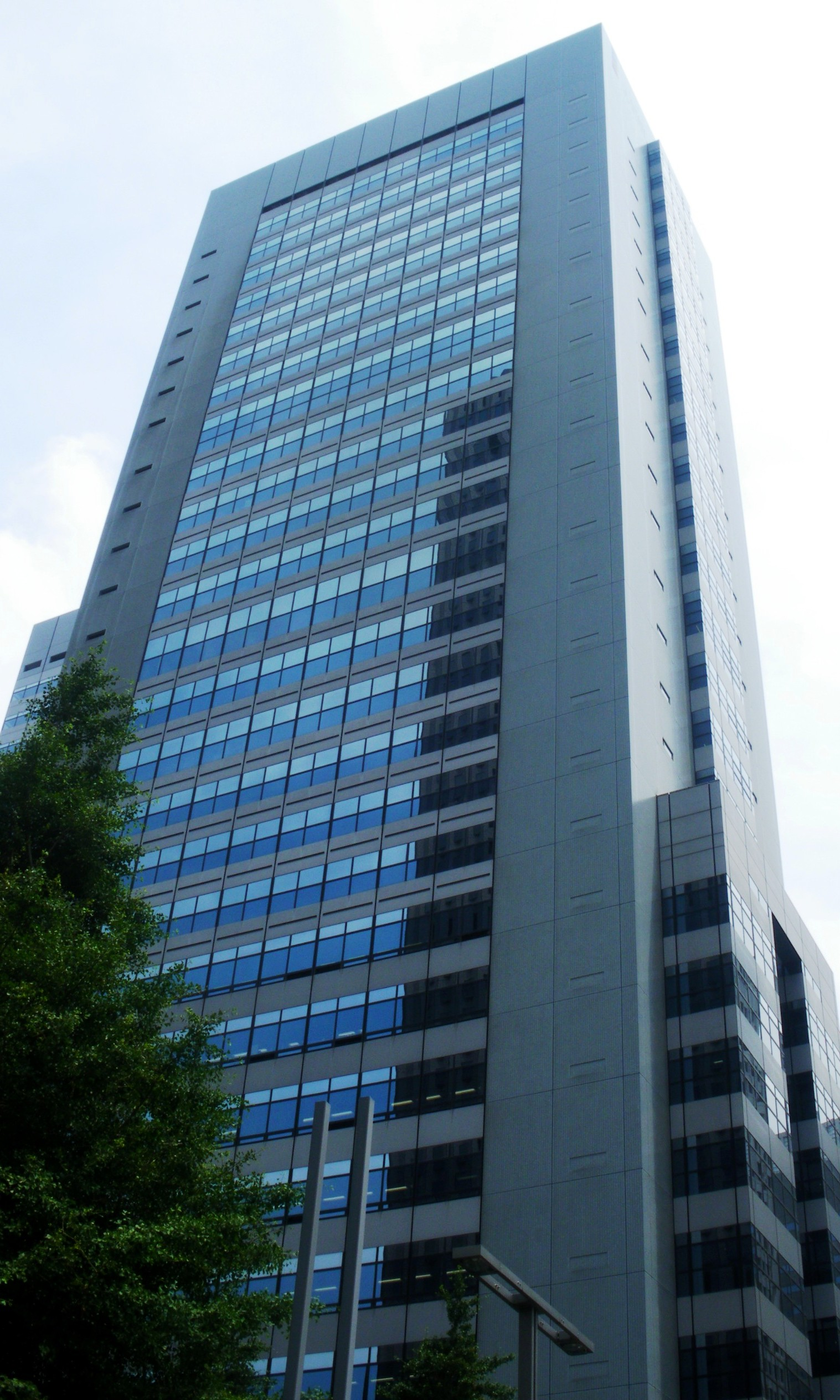
Kougakuin University S-Tec Building (1989)

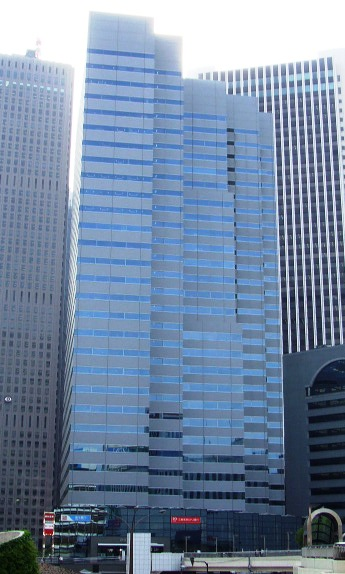
Shinjuku L Tower (1990)
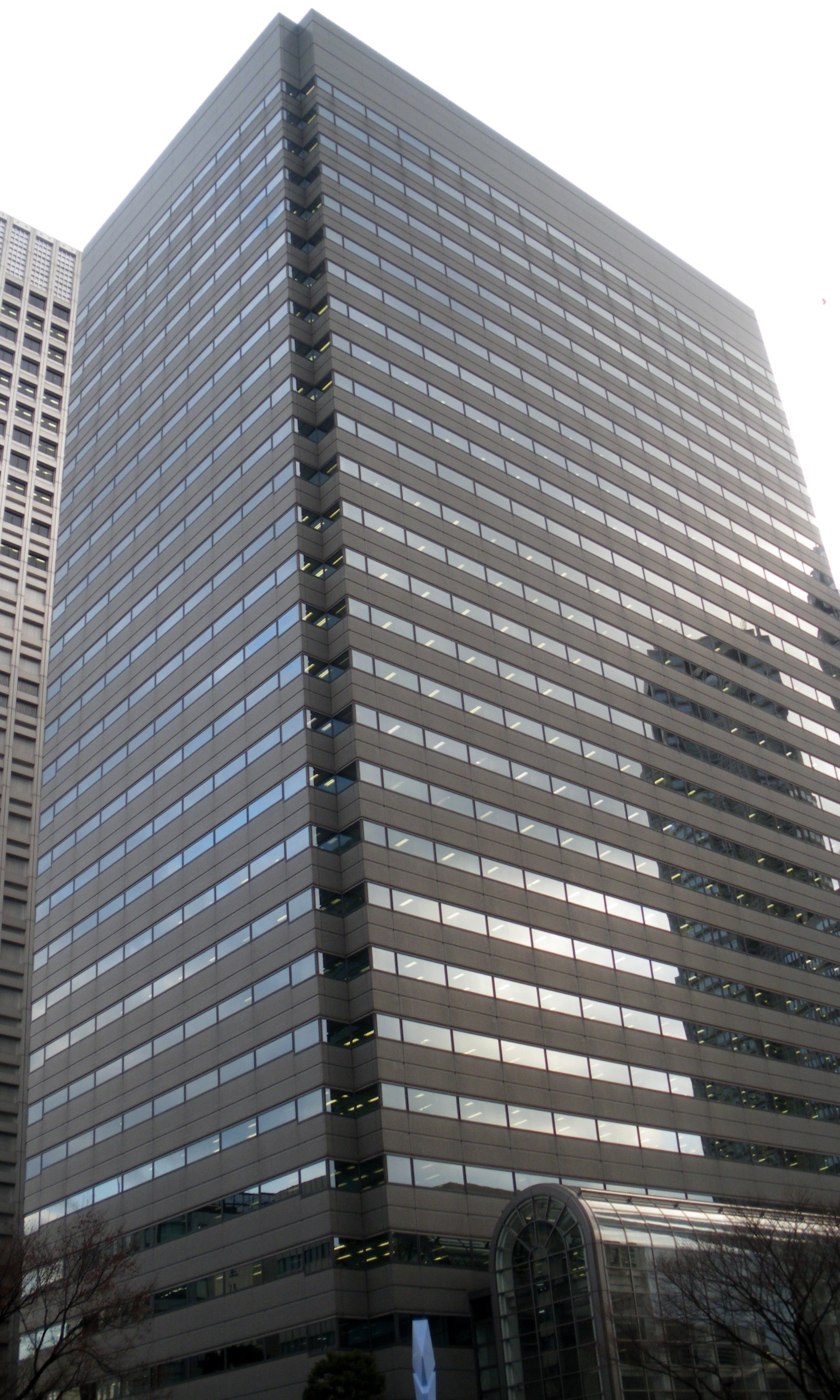
Shinjuku Monolith Building  (1990)
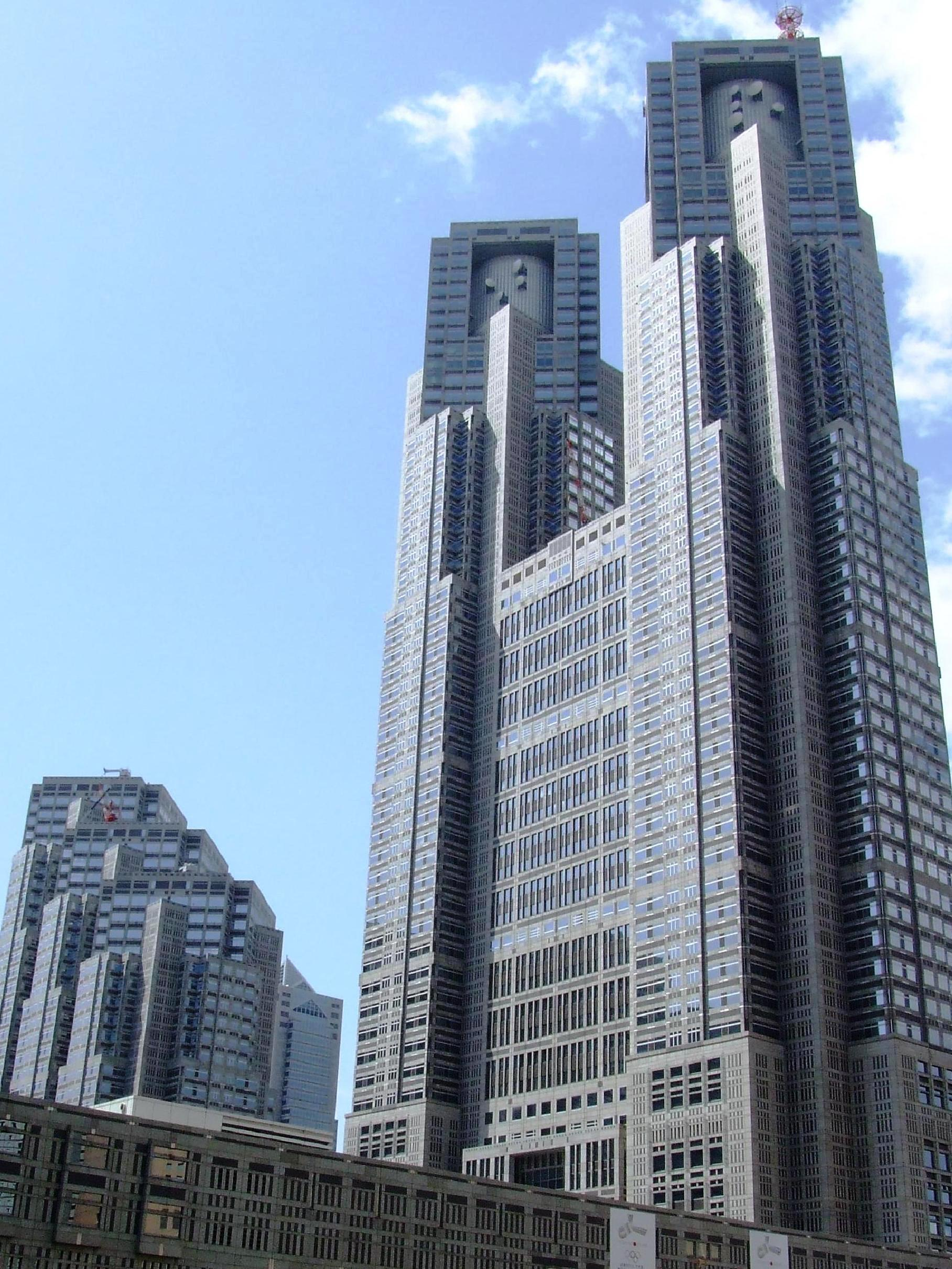
Tokyo Metropolitan Government Building (1991)
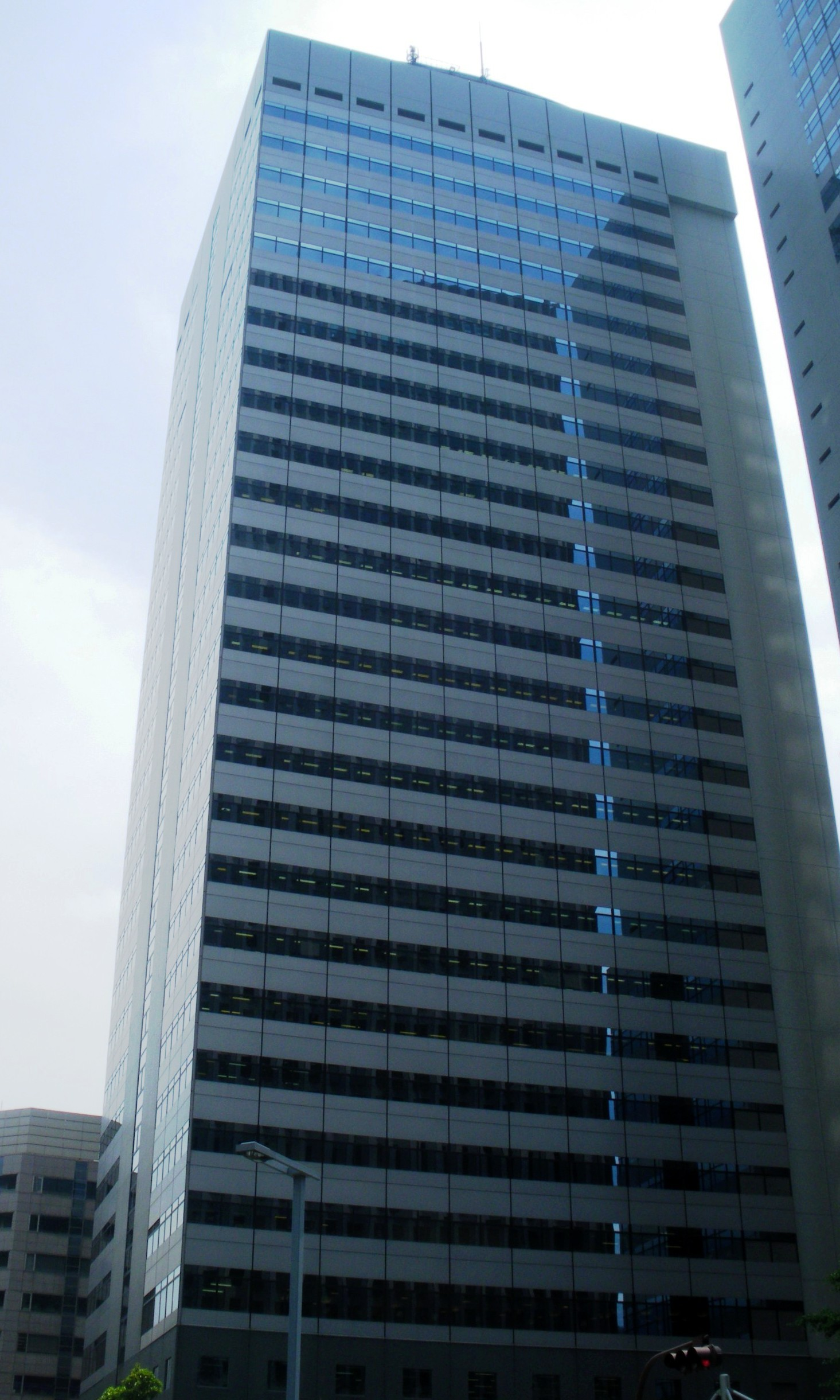
S-Tec Building (1992)
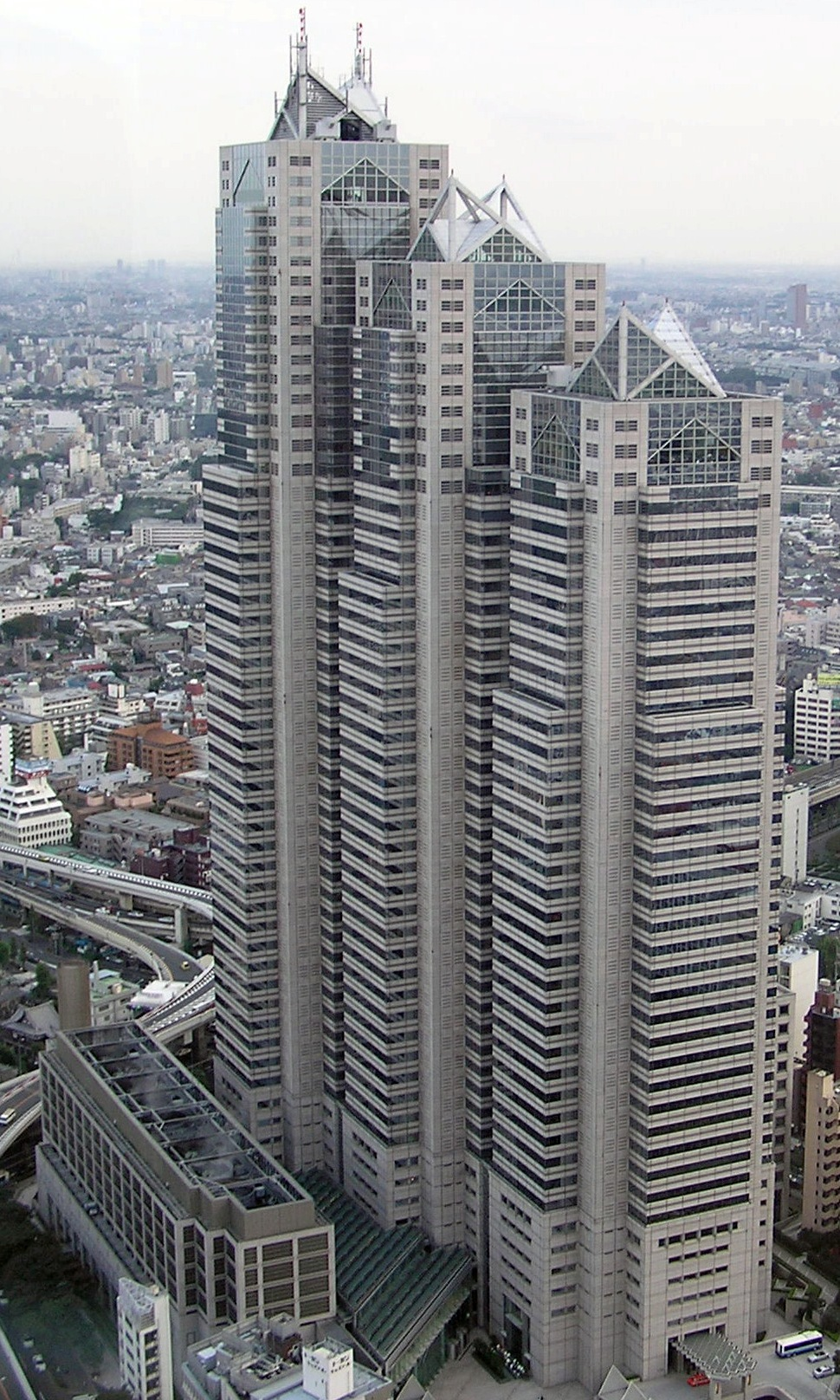
Shinjuku Park Tower (1994)
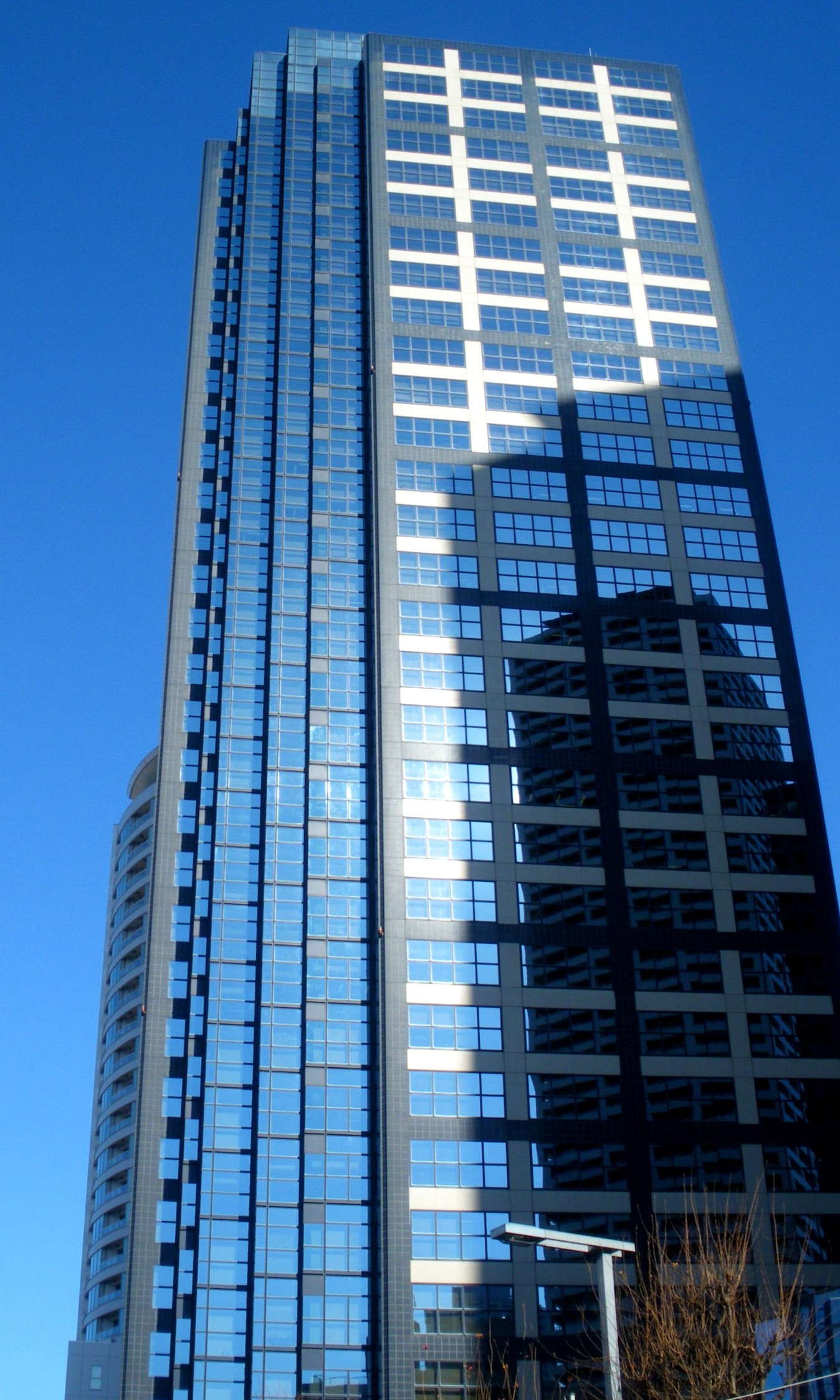
Shinjuku I-town Square (1994)
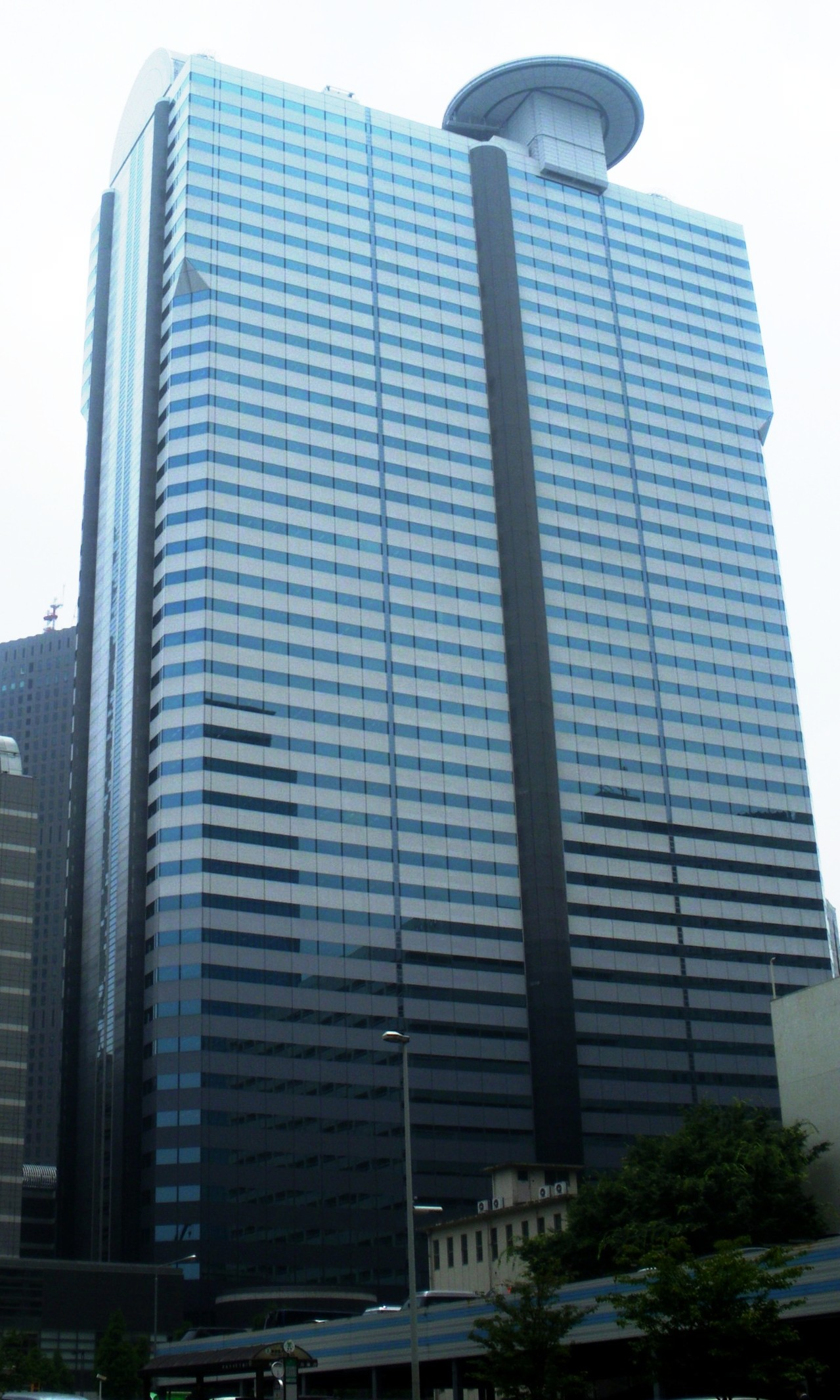
Shinjuku I-land Tower (1994)
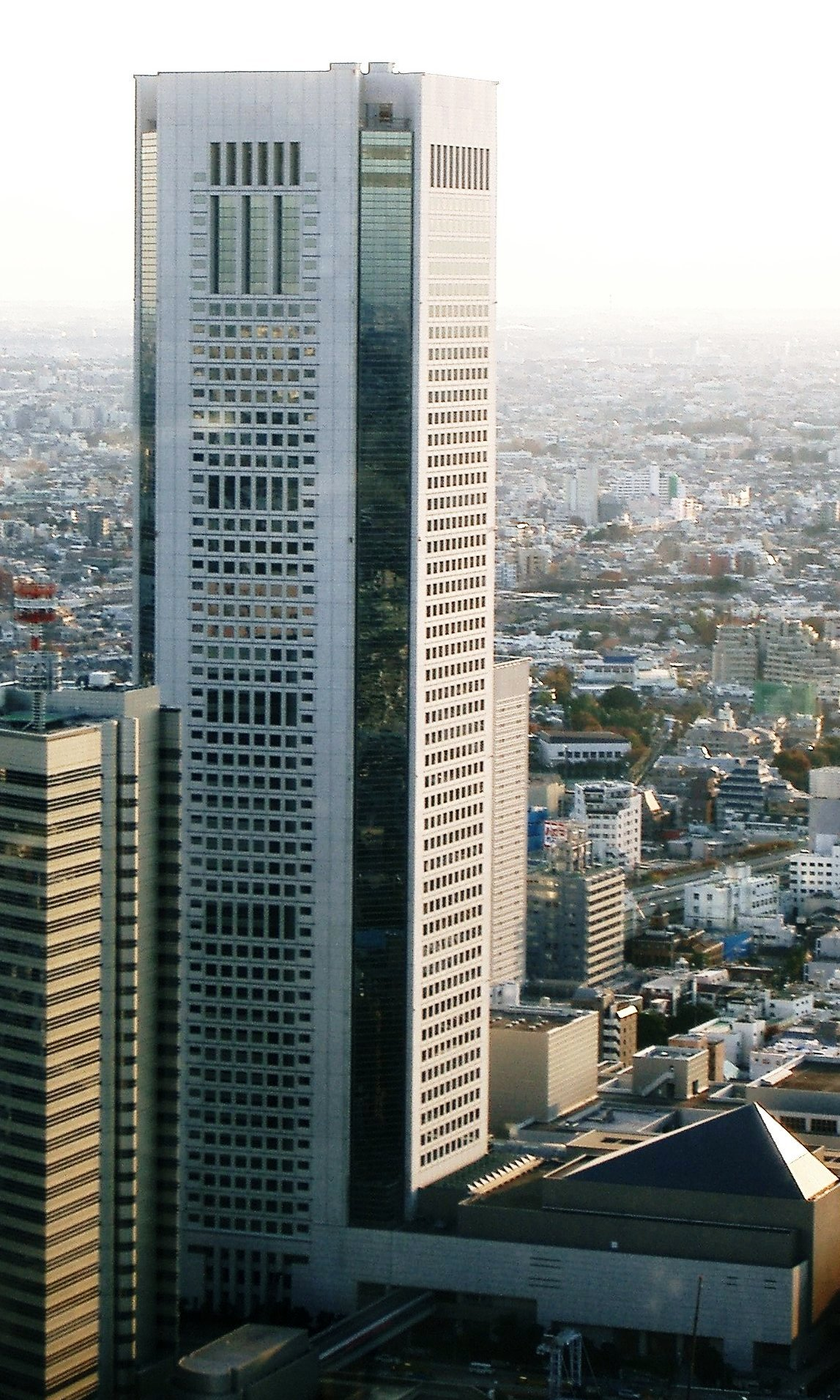
Tokyo Opera City Tower (1996)
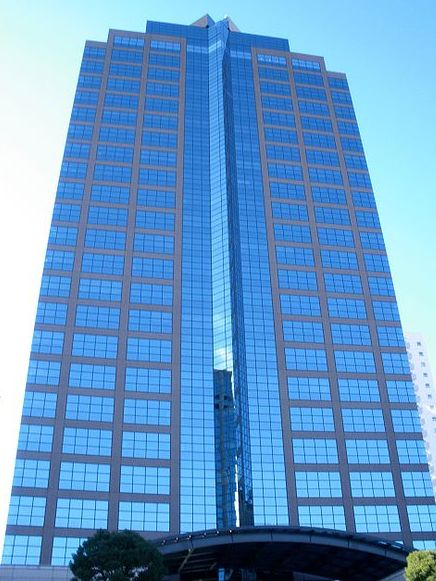
Nishi-Shinjuku Mitsui Building (1999)

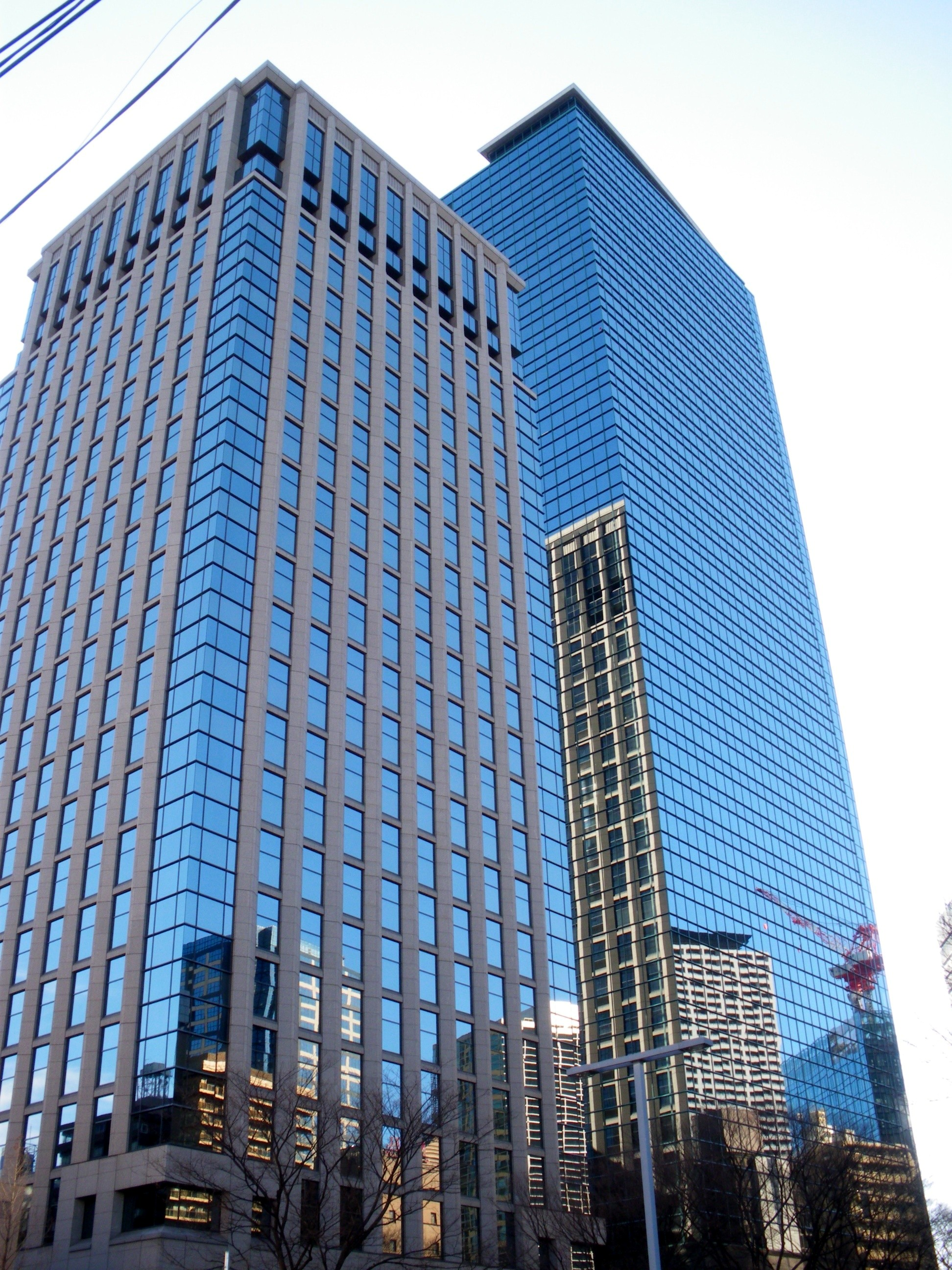
Shinjuku Oak City (left：2002, right:2003)
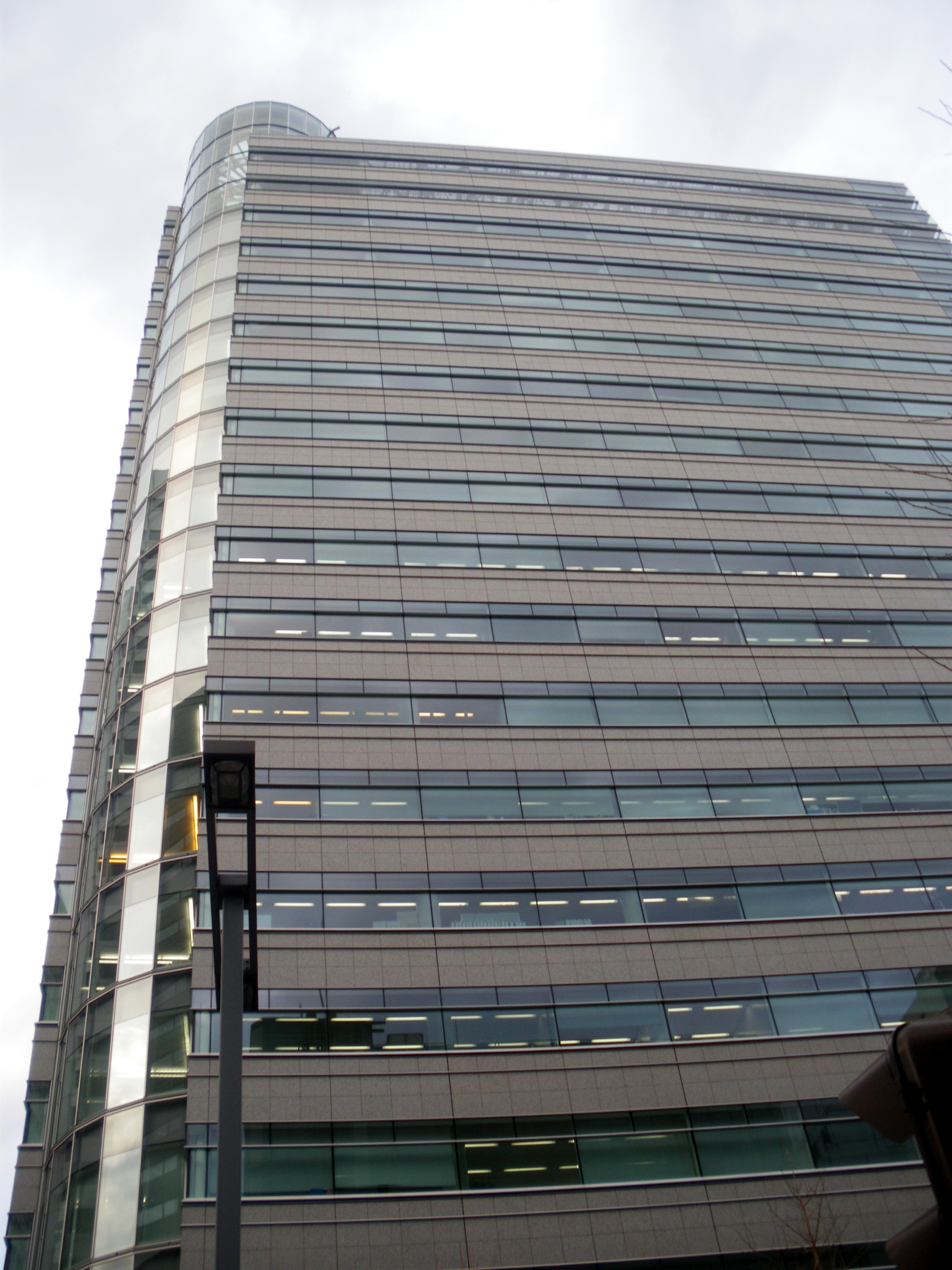
Shinjuku First West (2003)
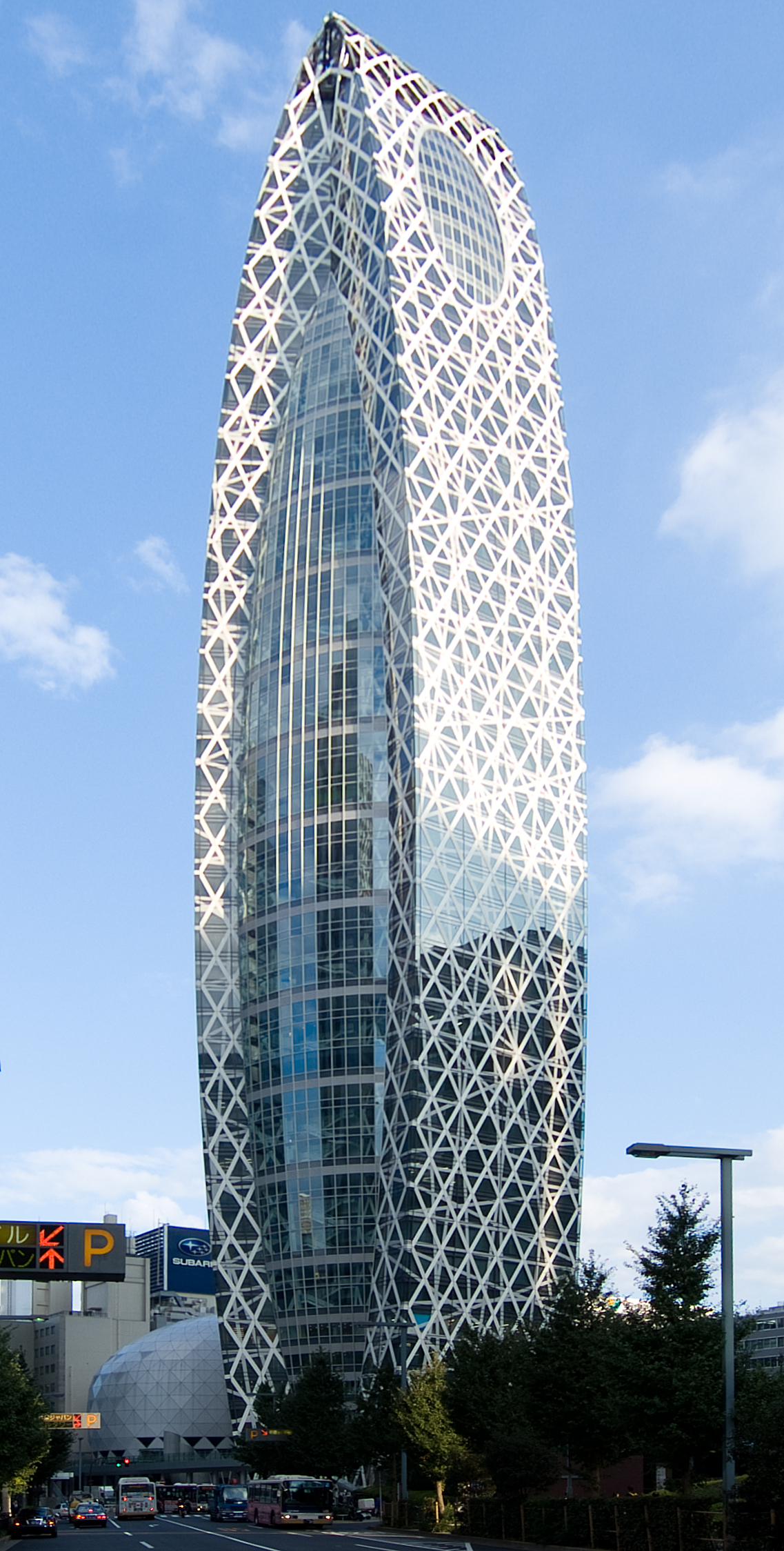
Mode Gakuen Cocoon Tower (2008)